# Île Calvert (Colombie-Britannique)
Pour les articles homonymes, voir Île Calvert.
L'île Calvert est une île de Colombie-Britannique, située à l'est du bassin de la Reine-Charlotte dans la région de la Côte, à une centaine de kilomètres au nord de Port Hardy.
Sur cette île, des traces humaines de pas fossilisés âgées de 13 000 ans ont été découvertes en 2017, ce qui en faisait alors les plus anciennes d'Amérique du Nord.